# Зайцев Микита Ігорович
Микита Ігорович Зайцев (рос. Никита Игоревич Зайцев; 29 жовтня 1991, м. Москва, СРСР) — російський хокеїст, захисник. Виступає за Торонто Мейпл Ліфс у Національній хокейній лізі. Майстер спорту.

## Ігрова кар'єра
Вихованець хокейної школи «Крила Рад» (Москва). Виступав за «Крила Рад-2» (Москва), «Сибір» (Новосибірськ), «Сибірські Снайпери» (Новосибірськ), «Зауралля» (Курган), «Сибір» (Новосибірськ).
У складі молодіжної збірної Росії учасник чемпіонатів світу 2010 і 2011. У складі юніорської збірної Росії учасник чемпіонату світу 2009.

## Досягнення
- Переможець молодіжного чемпіонату світу (2011)
- Срібний призер юніорського чемпіонату світу (2009).
- Учасник матчу усіх зірок КХЛ (2015).